# El Mabrouk, Hodh El Gharbi
El Mabrouk este o comună din departamentul Tamchekett, Regiunea Hodh El Gharbi, Mauritania, cu o populație de 2.623 locuitori.